# الجبهة المتحدة المدنية
الجبهة المتحدة المدنية هو حزب ليبرالي في تنزانيا. على الرغم من وجود قاعدة وطنية، فإن معظم دعم الحزب يأتي من جزر زنجبار من جزيرتي أونغوجا وبيمبا. الحزب عضو في الليبرالية الدولية.

## التاريخ
تم تشكيل الجبهة المتحدة المدنية في 28 مايو 1992 من خلال اندماج حركتين موجودتين سابقًا: كاماهورا وهي مجموعة ضغط من أجل التحول الديمقراطي في زنجبار، والحركة المدنية: وهي منظمة لحقوق الإنسان مقرها البر الرئيسي.
كان العديد من قادة الجبهة المتحدة الثورية من أنصار الثورة الحاكم، وقد طُرد بعضهم بسبب خلافات حول سياسة الحزب والحكومة. حصل الحزب على اعتراف كامل في 21 يناير 1993.

## العملية الانتخابية
شاركت الجبهة المدنية المتحدة في انتخابات الأعوام 1995 و2000 و2005 و2010 و2015.
في الانتخابات الرئاسية لعام 1995 احتل مرشح الجبهة إبراهيم ليبومبا المركز الثالث (خلف بنيامين مكابا والمرشح أوغسطين مريما) وحصل على 6.43٪ من الأصوات. في الجمعية الوطنية فاز الحزب بـ 24 مقعدًا من أصل 232 مقعدًا انتخابيًا، مما جعله أكبر حزب معارض في الهيئة التشريعية. وحصل سيف شريف حمد على 49.76٪ من الأصوات مقابل 50.24٪ لزعيم الحزب الحاكم سالمين عمور في انتخابات رئاسة زنجبار. كما حصلت الجبهة المتحدة على 24 مقعدًا من أصل 50 مقعدًا انتخابيًا في مجلس النواب في زنجبار. انتقد المراقبون الدوليون والمحليون بشدة إجراء انتخابات زنجبار.
بعد الانتخابات، قاطعت الجبهة المتحدة مجلس النواب ورفضت الاعتراف بشرعية حكومة زنجبار. في نوفمبر 1997 ألقي القبض على ثمانية عشر من قادة الجبهة المتحدة واتُهموا فيما بالخيانة. تم إسقاط هذه التهم في وقت لاحق.
في الانتخابات الرئاسية في 29 أكتوبر 2000 احتلت ليبومبا المرتبة الثانية بعد مكابا، حيث حصلت على 16.26 ٪ من الأصوات. حافظ الحزب على مكانته كأكبر حزب معارض في الجمعية الوطنية بفوزه بـ 17 مقعدًا من أصل 231 مقعدًا انتخابيًا. حصل سيف شريف حمد على 32.96٪ من الأصوات مقابل 67.04٪ للحزب الحاكم أماني عبيد كرومي في انتخابات رئاسة زنجبار. فازت الجبهة بـ 16 مقعدًا من أصل 50 مقعدًا انتخابيًا في مجلس النواب في زنجبار. اعتبرت الانتخابات حرة ونزيهة إلى حد كبير في البر الرئيسي، لكن المراقبين لاحظوا حدوث مخالفات خطيرة في انتخابات زنجبار، حيث دعا البعض إلى إعادة الانتخابات بالكامل. عندما ألغت اللجنة الانتخابية النتائج في 16 دائرة انتخابية فقط، أعلنت الجبهة أنها ستقاطع الانتخابات الجديدة التي أجريت في 5 نوفمبر 2000.
جرت الانتخابات لرئاسة زنجبار ومجلس النواب في 30 أكتوبر 2005. جاء سيف شريف حمد في المرتبة الثانية بعد أماني عبيد كرومي، حيث حصل على 46.07٪ من الأصوات. حصل الحزب على 19 مقعدًا في مجلس النواب.
أُجريت الانتخابات الوطنية في 14 ديسمبر 2005. احتل إبراهيم ليبومبا المرتبة الثانية بفارق كبير عن مرشح حزب المؤتمر الإسلامي جاكايا كيكويتي، حيث حصل على 11.68٪ من الأصوات. من أصل 232 مقعدًا في الجمعية الوطنية تم شغلها من خلال الانتخابات المباشرة فازت الجبهة بـ 19 مقعدًا.